# Lucasbolwerk

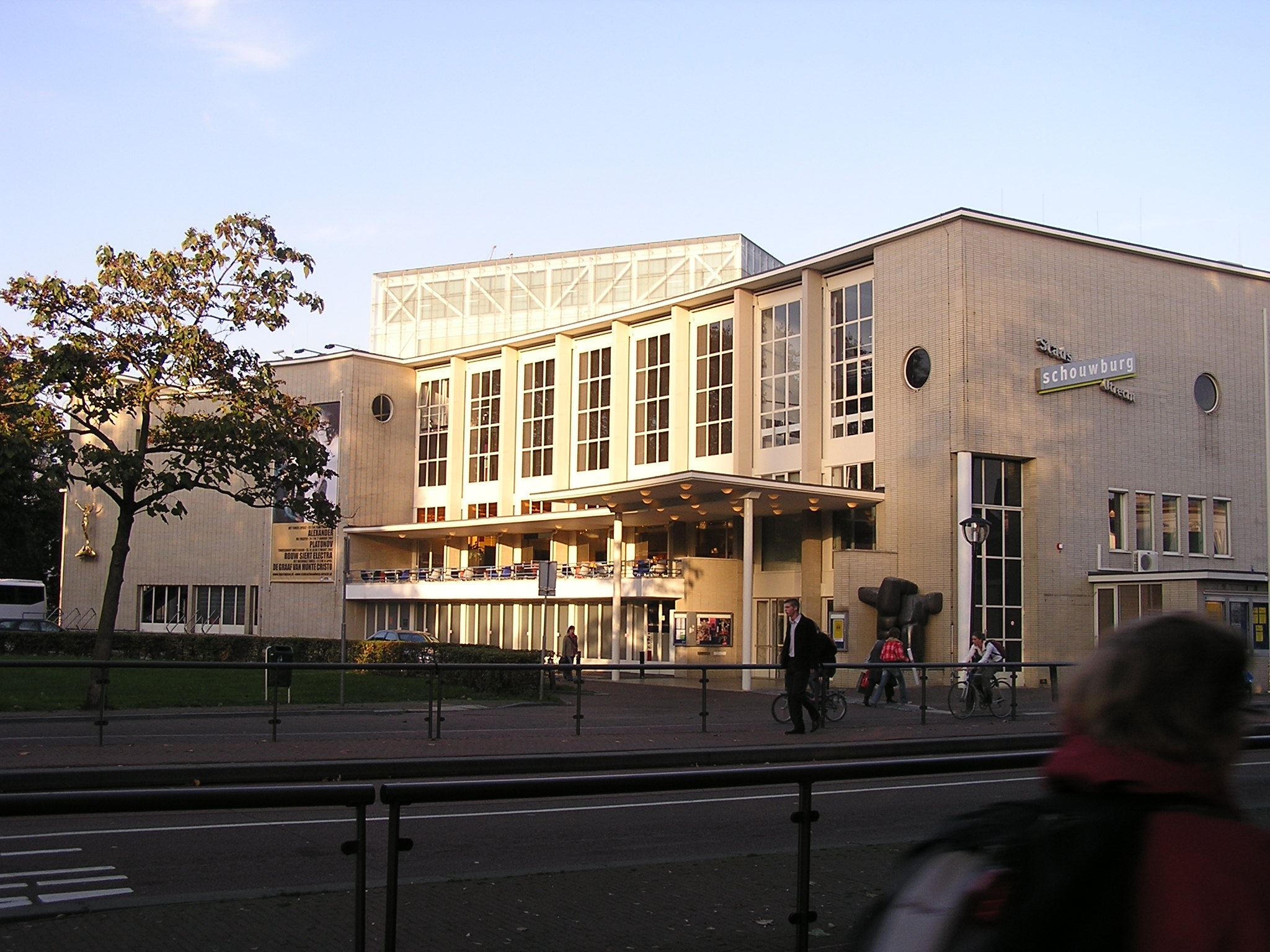
De Stadsschouwburg op het Lucasbolwerk

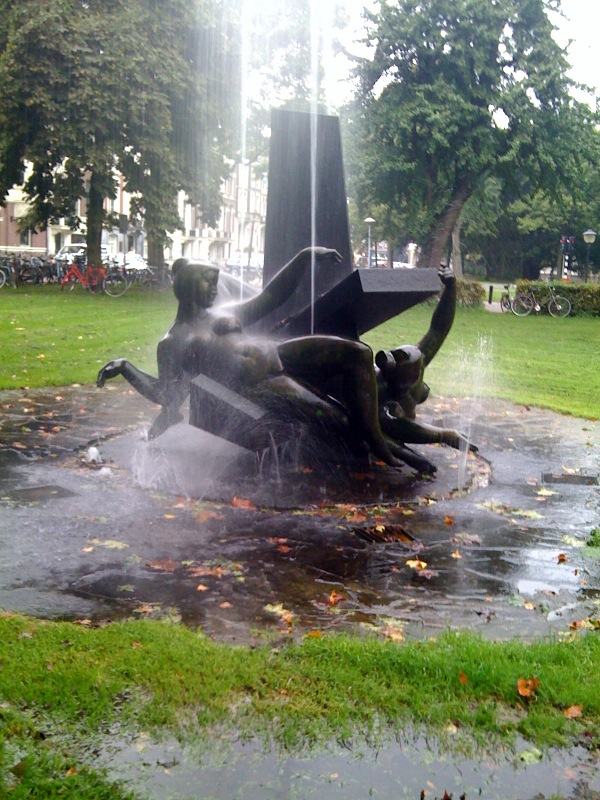
Fontein Feest der muzen van Joop Hekman op het Lucasbolwerk

Het Lucasbolwerk is een straat in de Nederlandse stad Utrecht.
In de periode van circa 1577 tot 1597 werden met de vestingbouwkundige Adriaen Anthonisz aan de stadsmuur van Utrecht vijf nieuwe aarden verdedigingsbolwerken aan de reeds bestaande vier stenen bolwerken toegevoegd. Een van die vijf was het Lucasbolwerk. Omstreeks 1722 werd op dit bolwerk de suikerraffinaderij Suikerhuis gebouwd, dat vanaf 1844 onderdak bood aan een tegelbakkerij. In 1867 werd deze industrie gesloopt en het bolwerk geïntegreerd in het Zocherpark, dat langs de singel werd aangelegd. Aan de zuidwestzijde gaat het Lucasbolwerk over in de Nobelstraat. Het uit 1895 daterende hoekpand Nobelstraat-Lucasbolwerk is van de hand van architect P.J. Houtzagers.
Het Lucasbolwerk heeft een belangrijke uitgaansfunctie: aan deze straat zijn de Utrechtse Stadsschouwburg, twee studentenverenigingen (Unitas S.R. en B.I.T.O.N.) en meerdere cafés gevestigd. Er staan ook panden met een woon- of kantoorfunctie.
In het jaar 2002 besloot het Utrechts bestuurlijk college bestaande uit Leefbaar Utrecht, PvdA, VVD en D66 tot de bouw van een parkeergarage onder het Lucasbolwerk. Dit zou noodzakelijkerwijs aanzienlijke schade aan het park als gevolg hebben. Om dit tegen te gaan werd het Comité Behoud Lucasbolwerk opgericht. Verscheidene belanghebbenden, waaronder Unitas S.R. en B.I.T.O.N., sloten zich hier als partners bij aan.
Door het starten van verscheidene bezwaarprocedures werd de bouw van de parkeergarage sterk vertraagd. In 2005 verkreeg de gemeente weliswaar de kleine monumentenvergunning, die al enige voorbereidende werkzaamheden mogelijk maakte, maar inmiddels was de publieke opinie duidelijk omgeslagen. Toen de procedures zich tot na de gemeenteraadsverkiezingen in 2006 voortsleepten namen Leefbaar Utrecht en de PvdA de parkeergarage niet meer in hun verkiezingsprogramma op. Hierdoor was het project van de baan.